# Niebyt
Niebyt, nicość – przeciwieństwo bytu; jedno z kluczowych pojęć ontologii.
Czasem podaje się nazwę meontologia na oznaczenie „nauki o niebycie”; jest to jednak termin praktycznie nieużywany – między innymi dlatego, że możliwości rozprawiania o nicości są ograniczone.

## Rozumienie klasyczne

### Parmenides
Pojęcie "niebyt" pojawia się po raz pierwszy w poemacie Parmenidesa z Elei. Niebyt jest tam pojęciem pustym – nie ma nic, o czym można powiedzieć, że jest niebytem. Istnienie niebytu w jakiejkolwiek formie jest wewnętrznie sprzeczne i bezsensowne, a sama nicość jest jedynie logicznym dopełnieniem pojęcia bytu: czysto poznawczym aktem negacji na tym pojęciu. "Niebytu nie ma" – pisze więc Parmenides, a ludzi poszukujących wiedzy na ścieżce nicości nazywa "dwugłowymi": czyli rozumującymi dwojako, rozbieżnie, bezsensownie.
Takie rozumienie niebytu przyjęło się w całej filozofii antycznej. Pierwsze istotne rozwinięcie wizji Parmenidesa nastąpiło za sprawą doktryny św. Tomasza z Akwinu.

### Tomasz z Akwinu
Tomasz zgadza się z tradycją grecką – niebyt jest wyłącznie zaprzeczeniem bytu, pojęciem pustym i wynikającym po prostu z logicznego zastosowania zasady niesprzeczności. Istotna różnica pojawia się w związku z Tomaszowym rozumieniem bytu: składającego się z istoty i istnienia. Zanegowanie bytu może więc być rozumiane dwojako. Jeśli logicznie zaprzeczymy zarówno istocie, jak i istnieniu bytu – "otrzymamy" niebyt Parmenidesa: "coś", czego nie ma, co nie ma cech, co nie może być przedmiotem sensownego zdania itd. Można to określić jako niebyt absolutny. Jeśli jednak negacja dotyczyć będzie wyłącznie istoty, uzyskamy tzw. względny niebyt.
Względny niebyt jest to więc po prostu "niebyt pewnej cechy". Należy jednak zaznaczyć, że jeśli jest to cecha niekonieczna danego bytu, cecha niekonstytutywna – otrzymany twór będzie należał do "najsłabszej" kategorii niebytu; niektórzy neotomiści odmówią w ogóle traktowania takiej idei jako niebytu względnego. Jeżeli natomiast cecha, której dany byt zostanie pozbawiony, będzie należała do jego cech koniecznych (istotowych), zajdzie tzw. privatio – czyli brak. Pojęcie privatio (będącego typem względnego niebytu) zaś jest u Tomasza ontologiczną podstawą zła: zło jest brakiem dobra.
Rozważmy to na przykładzie. Cechą niekonstytutywną człowieka jest np. mały palec lewej stopy: człowiek pozbawiony tegoż palca nie przestanie być człowiekiem. Jeśli więc dokonamy logicznej negacji lewego palca czyjejś stopy, powstały "niebyt lewego palca" będzie zwyczajnym brakiem pewnej drugorzędnej cechy. Z tego braku nie wyniknie żadne zło, a sama bytowość człowieka w żaden sposób nie ucierpi. Jeżeli jednak człowiek pozbawiony jest np. sumienia, będącego jego istotową cechą, nastąpi privatio – jeden z Boskich bytów pozbawiony bowiem zostanie konstytutywnej cechy zapewniającej jego wewnętrzną harmonię; a więc nastąpi zło.

## Poglądy późniejsze

### Hegel
Najsłynniejszym z nieklasycznych rozumień niebytu jest to wynikające z dialektyki Georga Hegla. Wedle tej koncepcji, podstawowym motorem napędzającym historię jest sprzeczność między Tezą a Antytezą, z której to sprzeczności naradza się doskonalsza Synteza. W terminologii ontologicznej mówimy więc o stawaniu się realności z bytu i niebytu. Aby zapewnić tej koncepcji wewnętrzną spójność, Hegel uznał realność niebytu.
Na czym polega więc różnica między bytem a niebytem, skoro obydwa te pierwiastki cechuje realność? Jedna z charakterystycznych różnic wynika z arystotelejskiego złożenia akt-potencja. Byt i niebyt są więc równe pod względem aktu, natomiast nie – pod względem potencji. Potencją bytu jest bowiem realizowanie się w konkretnym "czymś", natomiast niebyt tej potencji nie posiada. Z tego też wynika, że wszystko, czego można doświadczyć, ma cechy bytu – niebyt bowiem nie wchodzi w żadne złożenia.
Z powyższego wynika więc równocenność bytu i niebytu – przypomnijmy: w oczach filozofii klasycznej uchodzi to za nonsens.

### Heidegger
Martin Heidegger urealnił niebyt w dużo większym stopniu. Jednym z centralnych pojęć jego filozofii jest bowiem Nicość (którą można traktować jako synonim niebytu). Byt jest dla Heideggera zjawiskiem powierzchownym; na poziomie "ontologii fundamentalnej" ma miejsce wyłącznie Nicość. Dopiero w wyniku "nicościowania się nicości" wykształca się "coś", które po pewnym okresie bytowania ponownie zanurzy się w Niebyt.
Należy zaznaczyć, że autor tej koncepcji zaleca zawierzenie intuicyjnemu rozumieniu tych pojęć; poprzez metaforę i poezję. Sam autor wyznaje w fundamentalnym traktacie Bycie i czas, że jednym ze sposobów odkrycia tkwiącej u korzeni Bytu nicości jest doznanie uczucia Trwogi (Angst). Zrozumiałe jest więc, że odnoszenie Heideggerowskich pojęć choćby do tradycji greckiej niekoniecznie jest uzasadnione.

### Sartre
Urealnienie nicości u Jeana-Paula Sartre’a następuje w człowieku. Zgodnie z programem egzystencjalizmu człowiek jest bowiem napiętnowany niedającym się pokonać brakiem wynikającym z niepełności jego istoty. Każdy byt posiada określoną istotę, tylko nie człowiek: strona esencjalna człowieka jest z każdą sekundą inna, zmienna, określana przez jego egzystencję; Sartre dopowiada: nieistniejąca.
Słynne zdanie Sartre’a "Człowiek jest tym, czym nie jest i nie jest tym, czym jest" dotyczy tego właśnie aspektu ludzkiej egzystencji: ciągłego niedookreślenia jego istoty, które skazuje go na zawieszenie w etycznej i zarazem ontologicznej próżni. Nicością jest życie człowieka – konkluduje Sartre – skoro jego krótkie wyłonienie się z nicości składa się wyłącznie z kolejnego pasma esencjalnego niebytu.
O ile więc Hegel i Heidegger pojmowali nicość czysto ontologicznie, Sartre umieszcza ją na płaszczyźnie antropologicznej.

## Krytyka
Filozofia analityczna dokonała zdecydowanej krytyki koncepcji niebytu, uznając go za pojęcie bezsensowne. Idzie to w parze z podważeniem sensowności również pojęcia "bytu", które jest uważane za nieuprawnioną próbę "urzeczowienia" (hipostazowania) pojęcia istnienia, które samo w sobie nie zawiera żadnej treści.
Zgodnie z tym tokiem rozumowania nie da się powiedzieć nic sensownego o "po prostu byciu" (a tym bardziej o "niebyciu") - łatwo tu dostrzec podobieństwo do opinii Parmenidesa: o wszystkim można powiedzieć, że jest, nie ma zaś nic takiego, o czym można by powiedzieć, że nie istnieje. Ani wyrazić ani zrozumieć nie można owego "nie jest" - pisał Parmenides; należy więc ową niemożność wykorzenić z języka filozofii - konkludują twardo analitycy ponad dwa tysiące lat później.